# 데이터 전송
데이터 전송은 한 위치에서 다른 위치로 어떠한 데이터(디지털 비트스트림이나 디지털화된 아날로그 신호)나 정보를 전송하는 것이다. 예전에는 모닥불 등으로 전송했지만, 모스 부호를 사용하여 이루어지게 되었다. 또한 텔렉스와 컴퓨터를 사용하여 비트 또는 바이트의 스트림을 다양한 기술을 구사하여 전송하게 되었다. 전송 수단으로는 구리 와이어, 광섬유, 레이저, 무선, 적외선 등이 있다. 예를 들어, 웹사이트를 방문하여 저장 장치에서 데이터를 검색하여 웹 서버에서 웹 브라우저로 데이터 전송이 이루어진다. 데이터 전송 개념으로 통신 프로토콜이있다. 현재는 패킷 기반 프로토콜에 의한 통신이 많다.

## 디지털 방식의 전송
디지털 방식은 아날로그 방식에 비해 대개 송신 주파수대역폭이 커도 신호를 특별한 방식으로 압축하여 부호화하므로 대역폭을 줄일 수 있으며, 잡음에 강하고 오류 보정이 간편하고 여러 채널이 통신선로를 쉽게 공유할 수 있다. 디지털통신은 아날로그통신보다 전송의 질과 양이 훨씬 뛰어나 점점 널리 보급될 전망이다. 디지털통신 매체에는 디지털이동전화, 화상전화, 고화질텔레비전(HDTV) 등이 있으며, 응용범위는 더욱 넓어질 것으로 예상된다.

## 종류
시리얼 (직렬) 전송
데이터를 비트 열로 하나의 선으로 보낸다. 한 번에 1비트만 보내지만 전송 속도는 빠르다.
병렬 전송
복수 개의 선을 사용하여 여러 비트를 동시 병행하여 전송할 수 있다.

## 같이 보기
- 인터네트워킹
- 네트워크 보안